# 罗斯海
罗斯海（英語：Ross Sea）是南太平洋深入南极洲的一个大海湾，位于罗斯冰架以北，维多利亚地与玛丽伯德地之间，西经158°－东经170°之间。它是地球上最南部的海。由詹姆斯·罗斯於1841年发现并以罗斯命名。罗斯海的西部有羅斯島和伊里布斯山，东部有罗斯福岛和愛德華七世地。它的南部被羅斯冰架覆盖，最南端离南极约320千米。新西兰国家水域和大气研究所定义罗斯海的边界和面积为63.7万平方千米。
绕极深层水是一股比较温暖，相对而言盐度比较高和营养丰富的水流，在一些地方它甚至流到大陆架。
面积约96万平方公里，一般水深500－700米，表面水温-2－0℃；盛行东南风，沿岸流自东向西；全年覆盖有冰层，多冰山。
罗斯海营养丰富的海水里有许多浮游生物，因此水域里有许多动物。在罗斯海的海域里至少观察到10个哺乳动物物种、6个鸟类物种和95个鱼类物种，此外还有许多非脊椎动物物种。海洋生物学家认为罗斯海拥有高度生物多样性，是一个重要研究地区。罗斯海受人类的影响也比较少。一些环保组织呼吁把罗斯海定义为世界海洋保护区。新西兰把罗斯海作为罗斯属地的一部分纳入它的司法范围。2016年签署的一份国际协议把罗斯海定义为海岸公園。

## 描述
1841年詹姆斯·罗斯带领的探险发现了罗斯海。罗斯岛以及岛上的埃里伯斯火山位于罗斯海西部。羅斯福島位于海的东部。罗斯海的南部被羅斯冰架覆盖。1911年罗阿尔·阿蒙森从位于罗斯冰架上的鲸湾出发去往南极探险。罗斯海西部的麦克默多湾一般是一个夏季不冻港。罗斯海最南端的古爾德海岸里地理南极约320千米。

## 地质

### 大陆架
罗斯海位于一个深的大陆架上。一般世界上的大陆架平均深度为约130米，罗斯海的大陆架的平均深度为500米。罗斯海的西部比东部浅。罗斯海大陆架比较深的原因是因为从漸新世至今海面上的冰架不断扩展和缩小造成的风化和沉积，在南极洲边缘的其它地方也有同样的现象。在大陆架的内部风化作用比较大，而在大陆架的外部沉积作用比较大，因此内大陆架比外大陆架深。

显示海底大盆地和勘钻地点的罗斯海海底地质图

20世纪末的地震波研究显示罗斯海的主要地质现象。罗斯海最深的底层岩石被折叠成四个向北的主要地塹，大量沉积填入这些地塹。这些地塹包括北盆地、西部的维多利亚地盆地、中央海沟和东部盆地，其中东部盆地的宽度与其它三个的总宽度差不多一样。维多利亚地盆地和中央海沟之间是克尔曼高地，中央海沟和东部盆地之间是中部高地。大多数这些折叠和地塹是在白垩纪西兰大陆微大陆从当时属于冈瓦纳大陆的南极洲中分裂出来的过程中产生的。古近纪和新近纪时期形成的折叠仅限于维多利亚地盆地和北部盆地。

### 地层学
基底地塹里沉积的泥土特征和年龄不明。基底和里面的沉积大幅度非整合。这个大的非整合上方还有一系列自漸新世以来南極冰蓋不断扩展和收缩在海底形成的冰川海底沉积。

### 地质勘钻
钻井勘察在罗斯海西端获得了岩核。最近规模最大的项目是罗伯兹角计划和南极洲钻探计划。深海钻探计划在罗斯海离大陆比较远的中部和西部做了4个钻探（钻孔270-273号）。这些钻探帮助定义从渐新世以来的大多数冰川地层。跨越整个罗斯海的非整合被看作是一次全球性的气候事件的迹象，并被看作是渐新世南极洲冰架首次出现的结果。2018年深海钻探计划的后继项目国际海洋发现项目第374次远征在罗斯海中部钻探（第1521到1525号钻孔）来确定新近纪和第四紀的冰架历史。

### 基底
少数地点的基底岩石和沉积的组成是已知的。深海钻探计划第270钻孔获得的基底岩石是年龄不明的变质岩，此外在罗斯海东部使用海底拖网也获得了基底岩石。在这两处的变质岩都是在白垩纪被变形的糜稜岩，说明当时的罗斯海海底被极度伸张。
在玛丽·伯德地西部的愛德華七世地上暴露的岩石以及福特山脈上的岩石都可能与东罗斯海基底一致。最老的岩石是二叠纪的沉积岩，它们少许变质。泥盆纪的花崗閃長岩侵入这些沉积岩。伯德海岸的白垩纪花岗岩则入侵更老的岩石。玄武岩岩墙群侵入伯德海岸。佛特山脉和福斯迪克山脈散布有新生代喷出岩，在西部的爱德华七世半岛上就没有这样的岩石了。福斯迪克山脈和亞歷山德拉山脈里发现有变质岩和混合岩。这些岩石是在白垩纪变质变形的。
维多利亚地和横贯南极山脉在罗斯海西部暴露的罗斯系统岩石可能同时也是海底沉积覆盖下面的基底岩石。这些岩石是从上前寒武纪到下古生代形成的，在寒武纪随罗斯造山運動多处变形。部分这些地槽元沉积岩由碳酸鈣，其中往往包括石灰岩。罗斯系统里的群包括罗伯兹森湾群、普里斯特利群、謝爾頓群、比爾德摩爾群、伯德群、毛德皇后群和開特利茲群。罗伯兹森湾群与其它罗斯系统成员非常类似。普里斯特利群的岩石与罗伯兹森湾群的类似，包括深色的板岩、泥质岩、粉砂岩、砂岩和石灰岩。在普里斯特利冰川和坎貝爾冰川附近可以找到这个群的岩石。沿斯凱爾頓冰川下游有约30英里含钙的斯凱爾頓群雜砂岩和泥质岩。比爾德摩爾冰川下游和沙克爾頓冰川下游是比爾德摩爾群的所在地。尼姆羅德冰川以北有四道折叠山脉，它们组成伯德群。毛德皇后群主要由地动后的花岗岩组成。
横贯南极山脉把泥盆纪到三叠纪时期的比肯砂岩和侏罗纪的火山岩与罗斯超群分隔开来。在罗斯海西端进行的罗伯茨角计划获得的钻核里也有比肯岩石。

## 海洋学

### 海流

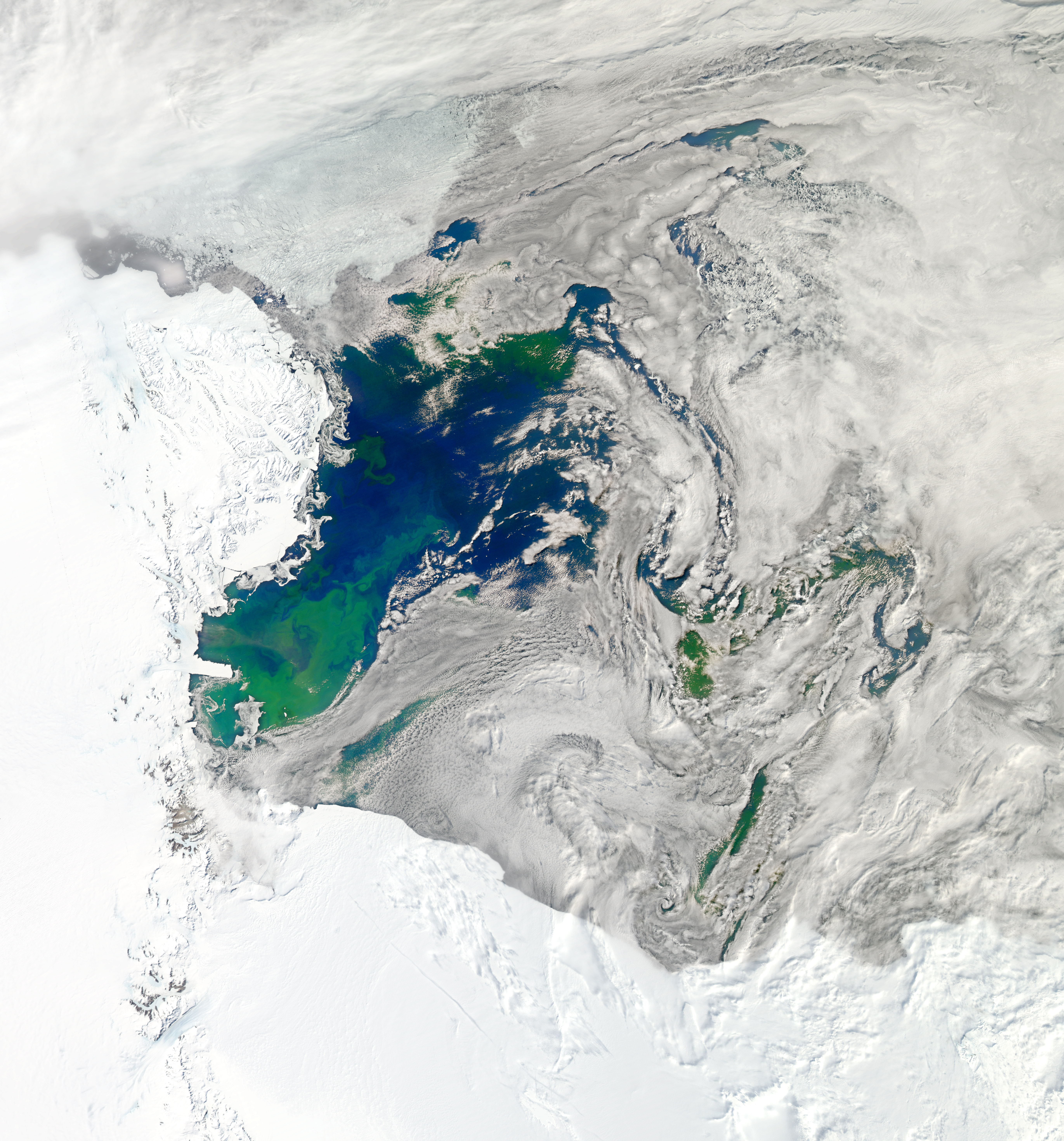
2011年1月罗斯海水华

罗斯海的海流一般流速非常低，它们主要受冰间湖影响。在一些地方比较温暖、含盐度高和营养丰富的环极深水一直延申到罗斯海大陆架。通过热交换海水不断影响冰架。近海面的水为一些动物带来一个比较温暖的环境，也促进当地的初级营养生产。受海底地形影响环极深水在一些地方不断和周期性地上升到大陆架。罗斯海的海流主要由一股风驱动的环流组成。海流受三道从西南向东北走向的海底山脉强烈影响。大陆架上海面下的表面环流由两股反气旋环流和链接它们的一股中央顺气旋环流组成。由于相关的潮汛影响在春季和冬季环流最强烈。罗斯海一年大多数时间里被冰覆盖，中部和南部很少解冻。风影响罗斯海上冰的密度。在罗斯海的西部南半球春季冰一般依然覆盖，但是由于当地的温度上升在1月一般全部溶化。这使得罗斯海西部海水强烈分层，水表面出现混合层。南部大洋观察系统的罗斯海工作组负责协调当地的观察和数据交流。

## 生态重要性和保护
罗斯海是地球上受人类活动影响最少的海之一。因此罗斯海是许多环保组织运动的焦点，他们呼吁把罗斯海改为世界海洋保护区，他们强调保护罗斯海面临的不断提高的威胁和破坏。海洋生物学家认为罗斯海拥有极高的生物多样性，因此人类对罗斯海的科学研究也拥有很长的历史，有些数据甚至是在150多年前获得的。

### 生物多样性
至少10种哺乳动物、5种鸟类、95种鱼和上千种无脊椎动物生活在罗斯海。一些在罗斯海或罗斯海附近筑巢的鸟类包括阿德利企鵝、皇帝企鹅、南极鹱、雪鹱和灰賊鷗。罗斯海内的海生哺乳动物包括南極小鬚鯨、虎鯨、韋德爾氏海豹、食蟹海豹和豹海豹。鱗頭犬牙南極魚、側紋南極魚、南极磷虾和水晶磷虾也生活在罗斯海冰冷的南极洲海水中。
罗斯海的动物和植物估计与其它南极洲海洋类似。尤其在夏季营养丰富的海水使得浮游生物大量繁殖，为鱼、海豹、鲸和海鸟提供食物。
信天翁需要风才能起飞。西風帶不能到达南部冰盖，因此一般信天翁不会飞到冰盖上。在没有风的情况下一只降落在浮冰上的信天翁会好几天被困在冰上。
在罗斯海滨海有一些阿德利企鵝和皇帝企鹅的群居地，这些群居地分布在罗斯海海岸各地。
2007年2月22日在罗斯海一只10米长，495千克重的南极中爪鱿被捕获。

### 捕捉鱗頭犬牙南極魚
2010年海洋管理協議會允许在罗斯海捕捉鱗頭犬牙南極魚。但是一份南极海洋生物资源养护委员会发表的报告说明自从1996年工业化捕捉犬牙鱼开始麦克默多湾里犬牙鱼的数量骤减，其它报告也发现虎鲸的数量也随之下降。该报告建议完全停止在罗斯大陆架捕鱼。2012年10月詹姆斯·罗斯的曾曾孙女菲利帕·罗斯表示反对在罗斯海捕鱼。
2017年南半球冬季时新西兰科学家首次在罗斯海北海底山脉里发现鱗頭犬牙南極魚的繁殖地，说明我们对这种鱼的知识多么少。

### 海洋保护区
2016年10月28日在荷巴特南极海洋生物资源养护委员会的年度会议上24个国家以及欧洲联盟签署协议把罗斯海定义为海洋公园。这个公园保护超1500万平方千米海洋，是当时世界上最大的保护区。但是在这个协议中有一项35年的日落條款，因此这个公园不符合國際自然保護聯盟海洋保护区的要求，根据國際自然保護聯盟的要求保护区必须是无限期的。
从2005年南极海洋生物资源养护委员会就已经开始科学分析和计划南极洲的海洋保护区。2010年它赞同其科学委员会在南极洲建立海洋保护区来保护当地环境的建议。2012年9月在南极海洋生物资源养护委员会的会议上美国外交部发表了一份声明建议把罗斯海设立为海洋保护区。不同国际和国家非政府组织不断行动和呼吁加速这个过程。
2013年7月南极海洋生物资源养护委员会在德国不来梅哈芬召开会议时决定是否把罗斯海定义为海洋保护区。俄罗斯投票反对，因此这个决议没有被通过。俄罗斯的理由是委员会是否有权利设立海洋保护区不明。
2014年10月由于中国和俄罗斯反对这个建议在南极海洋生物资源养护委员会的会议上再次失败。2015年10月美国、新西兰与中国合作提出了一个新的海洋保护区建议，但是这个建议削弱了保护区的保护重点，允许商业捕鱼。这个建议再次被俄罗斯阻挡。